# Papouasie-Nouvelle-Guinée aux Jeux paralympiques d'été de 2012
La Papouasie-Nouvelle-Guinée participe aux Jeux paralympiques d'été de 2012, à Londres.
Deux athlètes papou-néo-guinéens se qualifient pour ces jeux : Francis Kompaon, médaillé d'argent au 100 mètres en athlétisme en 2008 ; et Timothy Harabe, qui participe aux épreuves de force athlétique.
Comme en 2008, Francis Kompaon est sélectionné comme porte-drapeau de sa délégation lors de la cérémonie d'ouverture des Jeux.
La Papouasie-Nouvelle-Guinée ne remporte pas de médaille à ces Jeux.

## Jeux précédents
La Papouasie-Nouvelle-Guinée a participé de manière relativement épisodique aux Jeux paralympiques. Après une première participation en 1984, avec quatre représentants dans diverses épreuves d'athlétisme, le pays s'absente jusqu'en 2000, puis s'absente à nouveau en 2004. Les Jeux de 2012 marquent donc sa quatrième participation.

## Athlétisme
Francis Kompaon avait remporté, aux Jeux de 2008 à Pékin, la toute première médaille paralympique ou olympique jamais obtenue par un athlète papou-néo-guinéen : l'argent, dans l'épreuve du 100 mètres, catégorie T46 (amputé du bras). Il avait terminé sa course en 11 s 10, cinq centièmes de secondes derrière l'Australien Heath Francis.
À Londres, il participe aux épreuves du 100 m et du 200 m, T46.
Dans l'épreuve du 200 mètres, il termine 6e (sur 8) dans sa série, établissant un record personnel en 23 s 05.
Dans l'épreuve du 100 mètres, il termine troisième (sur sept) dans sa série. Son temps de 11 s 21, un record personnel, est le cinquième plus rapide sur l'ensemble des séries, et il se qualifie pour la finale en tant que perdant le plus rapide. En finale, toutefois, il ne parvient pas à rééditer sa performance de 2008 ; il « subit un claquage au jarret près de la ligne d'arrivée » et termine septième (sur huit) en 12 s 28,,.
Hommes
| Athlète         | Épreuve  | Séries   | Séries | Finale       | Finale       |
| Athlète         | Épreuve  | Resultat | Rang   | Resultat     | Rang         |
| --------------- | -------- | -------- | ------ | ------------ | ------------ |
| Francis Kompaon | 100m T46 | 11 s 21  | 3      | 12 s 28      | 7            |
| Francis Kompaon | 200m T46 | 23 s 05  | 6      | Pas qualifié | Pas qualifié |

## Force athlétique
Timothy Harabe se qualifie pour les Jeux paralympiques grâce à ses 149,7 kg soulevés lors des Jeux du Commonwealth de 2010, à Delhi. Il participe dans la catégorie des moins de 75 kg. Il est le seul qualifié en force athlétique pour l'ensemble de la région Océanie.
Il soulève 160 kg et se classe dixième (sur treize).